# Вајлеа-Макена (Хаваји)
Вајлеа-Макена (енгл. Wailea-Makena) насељено је место за статистичке потребе у америчкој савезној држави Хаваји. По попису становништва из 2010. у њему је живело . становника.

## Демографија
Према попису становништва из 2000. у граду је живело 5.671 становника.
| Група             | 2000.         | 2010.  |
| Белци             | 4.163 (73,4%) | . (.%) |
| Афроамериканци    | 45 (0,8%)     | . (.%) |
| Азијати           | 597 (10,5%)   | . (.%) |
| Хиспаноамериканци | 284 (5,0%)    | . (.%) |
| Укупно            | 5.671         | .      |